# Rua do Riachuelo

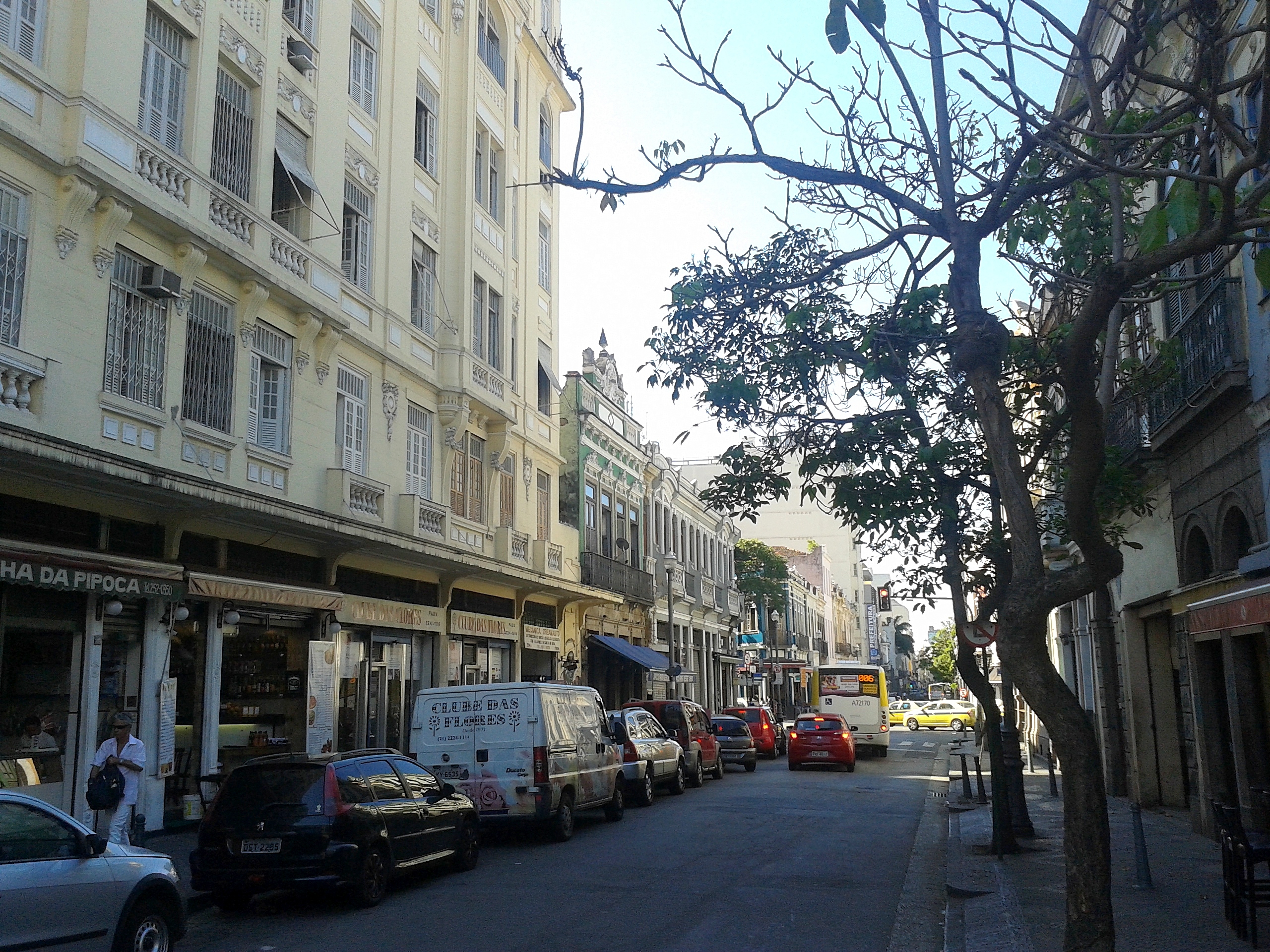
Vista da Rua Riachuelo, no Centro do Rio de Janeiro.

Rua do Riachuelo (hoje Rua Riachuelo) é um logradouro público do Rio de Janeiro, localizada no bairro do Centro, começando na Praça Cardeal Câmara, na Lapa e terminando na Rua Frei Caneca.
Foi uma das principais vias da cidade na época da Colônia e do Império, por ligar o Centro com os arrabaldes, como São Cristóvão.

## Histórico
Em 1573, já havia um caminho que, saindo do local onde posteriormente foram construídos os Arcos da Lapa, contornava o Morro de Santa Teresa (Morro do Desterro) e seguia em direção à Aldeia de Martim Afonso, o Araribóia, nas proximidades da atual Igreja de Santana, daí a antiga denominação de Caminho que vai para a Aldeia de Martim Afonso.
No curso dos séculos recebeu diversas designações: Caminho para o Engenho Pequeno, Caminho para a Lagoa da Sentinela, Caminho que vai para São Cristóvão, Caminho da Bica que vai para São Cristóvão, Caminho da Bica e Caminho de Matacavalos. 
O chamado Engenho Pequeno, pertencia aos jesuítas e foi uma das suas primeiras denominações.
A existência no final do século XVII de uma grande propriedade chamada de Chácara da Bica, situada ao lado esquerdo do caminho, acabou por dar-lhe o nome.
A denominação oficial de Rua de Matacavalos ocorreu em 1848, decorrente dos atoleiros que dificultavam a passagem dos animais, por vezes provocando lesões que os levavam ao sacrifício. 
Recebeu, em 1865, o nome de Riachuelo em homenagem à Batalha Naval em que a esquadra brasileira, sob o comando do Almirante Barroso, foi vitoriosa sobre as forças paraguaias, em 11 de junho do mesmo ano, nas águas do Rio Paraná, por proposta da Câmara Municipal do Rio de Janeiro.
Na Rua Riachuelo podem ser vistos locais de interesse histórico, como a casa do General Osório, o chafariz mandado construir pelo Intendente Paulo Fernandes Viana, em 1817, a Capela do Menino Deus e o Clube dos Democráticos, de 1867.
Na ficção, era o local da residência da infância do protagonista Bento Santiago, no romance Dom Casmurro, de Machado de Assis. 